# Mary Fowler (Geophysikerin)

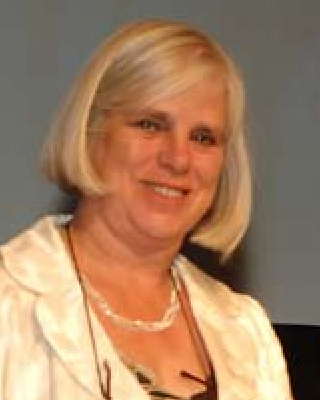
Mary Fowler, 2008

Christine Mary Rutherford Fowler (* 1950) ist eine britische Geophysikerin und Hochschullehrerin. Sie war von 2012 bis 2020 der sechste Master des Darwin College der University of Cambridge.

## Leben und Werk
Fowler ist die Tochter der Physiker Rosemary Fowler und Peter Fowler. Ihr Urgroßvater Ernest Rutherford, ist der „Vater der Kernphysik“, und ihr Großvater, Rutherfords Schwiegersohn, ist der mathematische Physiker Ralph H. Fowler. Sie studierte Mathematik am Girton College in Cambridge und schloss ihr Studium mit einem Bachelor of Arts ab. 1972 wechselte sie für ein Aufbaustudium in Geophysik an das Darwin College in Cambridge und promovierte 1976 in Geophysik mit der Dissertation: Seismic Studies of the Mid - Atlantic Ridge.
Nach einem Fellowship an der ETH Zürich war sie an der University of Saskatchewan tätig. 1992 wechselte sie als Dozentin an das Royal Holloway, University of London und leitete dort von 2002 bis 2008 die Abteilung für Geowissenschaften. 2011 wurde sie zur Dekanin der Fakultät für Naturwissenschaften ernannt. Im Oktober 2012 wurde sie zum sechsten Master des Darwin College in Cambridge gewählt.
Sie war neben redaktionellen und beratenden Tätigkeiten Mitglied verschiedener Gremien des Research Council, der Royal Society, der Räte der Geological Society und der Royal Astronomical Society sowie Vorsitzende des Committee of Heads of UK Geoscience Departments und Vizepräsidentin der Royal Astronomical Society.
Sie veröffentlichte ihre Forschungsergebnisse in einer Reihe verschiedener Bereiche, darunter die erstmalige Verwendung synthetischer Seismogrammtechniken zur Modellierung der ozeanischen Krustenstruktur auf Grundlage mariner seismischer Experimente, Studien zu den Mechanismen der Bildung von Sedimentbecken, die Untersuchung von Magmakammerprozessen am Mittelatlantischen Rücken und ihre Arbeit zur Biogeographie der Fauna hydrothermaler Tiefseequellen. Für ihr Buch The Solid Earth: An Introduction to Global Geophysics wurde sie 1996 von der Geological Society mit der Prestwich-Medaille ausgezeichnet.

## Auszeichnungen und Ehrungen (Auswahl)
- 1996: Prestwich-Medaille, Geological Society of London[6]
- Fellow der Royal Astronomical Society (FRAS)
- Fellow der Geological Society of London (FGS)
- Fellow der Royal Canadian Geographical Society (FRCGS)
- 2018: Ehrendoktorwürde der University of Leeds
- 2018: Ehrendoktorwürde der University of Edinburgh[7]